# ТСВ 1861
ТСВ 1861 Нёрдлинген — немецкий футбольный клуб из города Нёрдлинген, Швабия, образованный в 1861 году. Он играет свои домашние матчи на «Герд-Мюллер-Штадион», который имеет вместимость 10000 зрителей. Помимо футбола, клуб практикуется в 14 других видах спорта, самым успешным на сегодняшний день является баскетбол.

## История
Клуб был переведён в 1959 году во вторую любительскую лигу Швабии, где он провёл следующие три сезона до реорганизации немецкого футбола в 1963 году. ТСВ был переведён в Безирсклигу Швабии, где ему удалось одержать победу в своём первом сезоне благодаря голу, забитому усилиями молодого таланта по имени Герд Мюллер. Повышение в Ландеслигу Бавария-Зюд было достигнуто, и клуб провел три сезона в лиге, пока они не были понижены в Безирсклигу в 1967 году. Безирсклига Швабии была разделена на северную и южную часть в 1968 году и ТСВ вступил в Безирсклигу Швабии-Норд, где и выступал до 1974 года.
Из чемпионата Безирсклиги в 1974 году клуб вернулся в Ландеслигу ещё раз и сыграл 11 сезонов в лиге, пока не повысился в 1985 году в Безирсклигу Норд. Начался золотой век клуба, когда он пять раз финишировал в первой четвёрке в Ландеслиге до 1979 года, также клуб впервые выиграл кубок Швабии по футболу в 1981 году. После 1983 года клуб пришёл в упадок. В 1988 году была создана Безирксоберлига Швабии и ТСВ удалось квалифицироваться туда, оставаясь в этой лиге до 1992 года. С 1992 по 1997 год и в 2002 году клуб играл в Ландеслиге-Зюд, между ними были попадания в Безирксоберлигу.
В 2004 году клуб выиграл своё последнее на сегодняшний день повышение в Ландеслигу и оставался в этой лиге до сезона 2007—08, когда вылета ещё раз избежать не удалось.
Молодёжные команды клуба традиционно достаточно сильны, например, U-19 (нем.: A-Junioren) играл в Бавария-лига-Зюд, в высшем дивизионе Баварии. До введения U-19 Бундеслиги и Регионаллиги ТСВ часто продавал молодых игроков «Баварии» и «1860 Мюнхену» в Бавария-лига-Зюд.
«ТСВ 1861» стабильная и надежная команда. Она играет уже почти 50 лет в таких чемпионатах, как Ландеслига-Зюд, высшая лига Швабии, Безирсклига, Безирксоберлига и вторая любительская лига. Хотя некоторые клубы типа ТСВ пробивались выше, но они также имели тенденцию к падению ниже.
Клуб не имеет ярко выраженного местного конкурента, так как никакой другой клуб в окрестностях не был таким же успешным. В начале 2000-х «Вемдинг ТСВ», базировавшийся на расстоянии около 15 км от Нёрдлингена, провел несколько сезонов в Безирксоберлиге с ТСВ, это местное дерби привлекало немало болельщиков.

## Знаменитый игрок
Герд Мюллер, родившийся в Нёрдлингене, делал свои первые шаги в этом клубе и играл там до 1964 года, когда «Бавария» подписала с ним контракт. Уже тогда его способность забивать голы была уж очень заметной, ведь он забил 51 гол в сезоне за Нёрдлинген.

## Стадион
Клуб играет свои домашние матчи на «Герд-Мюллер-Штадион». Стадион был переименован в честь него 19 июля 2008 года. До того он носил имя «Спортпарк Рейзер».